# The Third Reich ’n Roll
The Third Reich 'n Roll — третий студийный альбом (выпущенный как второй) американской авангард-рок-группы The Residents, выпущенный на их собственном лейбле Ralph Records в 1976 году.
Альбом вызвал некоторые споры из-за его обложки и нацистских образов (на рекламных фотографиях The Residents были изображены в костюмах гигантских свастик и в огромных очках со свастикой). Витрина в Беркли была встречена протестами и угрозами, а альбом с оригинальной обложкой до сих пор запрещён в Германии. Несмотря на это, альбом считается одним из шедевров группы, как и большинство их релизов 1970-х годов.

## Запись
В 1974 году группа The Residents рассматривала возможность записать кавер-версии на свой дебютный альбом Meet the Residents. Первоначально они хотели, чтобы их друг Snakefinger играл на гитаре на альбоме, но поскольку он в то время был в Англии, группа искала местного гитариста, и в итоге им был предложен Гэри Филлипс из Earth Quake. The Residents записали Swastikas on Parade за одну неделю в октябре 1974 года. В следующем году Резиденты вернулись к этой концепции и записали второй трек под названием Hitler Was a Vegetarian.

## Критика
В номере журнала Sounds от 31 декабря 1977 года Джон Сэвидж описал альбом как «одновременно очень забавный и пугающий». Журнал FACT поставил альбом на 70 место в списке 100 лучших альбомов 1970-х годов, назвав его предтечей групп The Fall, The KLF, Matmos и Церкви недомудреца.

## Список композиций
Слова и музыка всех песен — The Residents, если не указано иное.
| №  | Название                  | Длительность |
| -- | ------------------------- | ------------ |
| 1. | «Swastikas on Parade»     | 17:29        |
| 2. | «Hitler was a Vegetarian» | 18:22        |

| №  | Название                                 | Автор(ы)                                                     | Длительность |
| -- | ---------------------------------------- | ------------------------------------------------------------ | ------------ |
| 3. | «Satisfaction»                           | Mick Jagger / Keith Richards                                 | 4:33         |
| 4. | «Loser ≅ Weed»                           |                                                              | 2:12         |
| 5. | «Beyond the Valley of a Day in the Life» |                                                              | 3:59         |
| 6. | «Flying»                                 | John Lennon / Paul McCartney / George Harrison / Ringo Starr | 3:24         |

### 2018 pREServed edition
| №   | Название                                 | Автор(ы)                                                     | Длительность |
| --- | ---------------------------------------- | ------------------------------------------------------------ | ------------ |
| 1.  | «Swastikas on Parade»                    |                                                              | 17:29        |
| 2.  | «Hitler was a Vegetarian»                |                                                              | 18:22        |
| 3.  | «Satisfaction»                           | Mick Jagger / Keith Richards                                 | 4:33         |
| 4.  | «Loser ≅ Weed»                           |                                                              | 2:12         |
| 5.  | «Beyond the Valley of a Day in the Life» |                                                              | 3:59         |
| 6.  | «Flying»                                 | John Lennon / Paul McCartney / George Harrison / Ringo Starr | 3:24         |
| 7.  | «German Slide Music pt. 1»               |                                                              | 3:29         |
| 8.  | «German Slide Music pt. 2»               |                                                              | 1:27         |
| 9.  | «German Slide Music pt. 4»               |                                                              | 2:17         |
| 10. | «German Slide Music pt. 5»               |                                                              | 4:10         |
| 11. | «German Slide Music pt. 6»               |                                                              | 4:17         |

| №  | Название                                       | Автор(ы)     | Длительность |
| -- | ---------------------------------------------- | ------------ | ------------ |
| 1. | «The 'Oh Mummy' Show (live 1976)»              |              | 29:35        |
| 2. | «The Letter (1982 rehearsal)»                  | Wayne Carson | 1:40         |
| 3. | «Satisfaction (live in Madrid, 1983)»          |              | 3:50         |
| 4. | «Land of 1000 Dances (Scott Colburn 1992 mix)» | Chris Kenner | 4:11         |
| 5. | «Loser ≅ Weed (live 2013)»                     |              | 2:57         |
| 6. | «Third Reich (Icky Flix DVD mix)»              |              | 4:28         |
| 7. | «Third Reich (live 2001)»                      |              | 4:44         |
| 8. | «'Oh Mummy' backing tape concentrate»          |              | 11:05        |
| 9. | «Third Reich outtakes reel»                    |              | 6:06         |